# Корбик
Корбик — упразднённый посёлок в Берёзовском районе Красноярского края России.  Ныне урочище на территории Маганского сельсовета.

## География
Располагался в 60 км юго-восточнее Красноярска и в 4 км юго-восточнее Верхней Базаихи недалеко от впадения реки Корбик в Базаиху.

## История
В июне 1948 года сюда прибыли 165 человек ссыльных литовцев, в основном семьи фермеров. Кроме литовцев было несколько немцев Поволжья, украинцев, калмыков, греческие семьи. Люди занимались лесозаготовками и транспортировкой брёвен к реке. В 1957 году первые литовцы вернулись на родину. В 1965 году здесь ещё проживали несколько литовских семей. В 1970-х годах Корбик полностью сгорел.
На кладбище посёлка похоронено около 50 литовцев. Во время экспедиции 1989—1990 годов часть захоронений увезли в Литву. 
В 1955 году была построена церковь, а позже на кладбище была установлена статуя Святой Девы Марии (автор бывший политзаключённый Йонас Малдутис), которая была заменена новой в 2010 году.